# Trachelipus aegaeus
Trachelipus aegaeus là một loài chân đều trong họ Trachelipodidae. Loài này được Verhoeff miêu tả khoa học năm 1907.